# Burford (Shropshire)
Pour les articles homonymes, voir Burford (homonymie).
Burford est une paroisse civile et un village du Shropshire, en Angleterre.